# Slaviša Vajner Čiča
Slaviša Vajner, poznat kao „Čiča“ (Novi Vinodolski, 27. lipnja 1903. – Pjenovac, Han Pijesak, 21. siječnja 1942.), član Narodnooslobodilačke borbe i narodni heroj Jugoslavije.

## Životopis
Rođen je 27. lipnja 1903. u Novom Vinodolskom. Potječe iz siromašne židovske svećeničke obitelji. Njegov otac Dušan više je puta selio, pa je Slaviša djetinjstvo i mladost proveo u raznim krajevima Jugoslavije, od Like i Hrvatskog primorja do Srema i Slavonije. U višim razredima gimnazije približio se revolucionarnoj omladini, zbog čega je izbačen iz gimnazije u Bjelovaru, pa je gimnaziju morao nastaviti u Koprivnici, gdje je maturirao.
Dolaskom na Sveučilište u Zagrebu, kao student strojarstva, ponovno se angažirao u antirežimskim političkim akcijama. Izabran je za predsjednika Kluba slušatelja tehnike. Nakon završenog fakulteta Slaviša je nekoliko godina radio u Zagrebu, a 1930. godine preselio se u Banju Luku. Tu se povezao s revolucionarnim studentima i postao članom Kluba akademika Banja Luka. Godine 1936. premješten je u Sarajevo, gdje je izabran za tajnika Saveza inženjera. Član Komunističke partije Jugoslavije (KPJ) postao je 1940. godine
Nakon kratkotrajnog Travanjskog rata i okupacije Kraljevine Jugoslavije, Slaviša je po nalogu Partije otišao na Romaniju, gdje je vodio pripreme za ustanak. Bio je zapovjednik prve partizanske čete, a kasnije i prvog partizanskog Romanijskog partizanskog odreda. Već 1941. godine sudjeluje u racijama na Žljebove, Mokro, Kram, Sokolac, Rogaticu.
Kao iskusan politički radnik i zapažen vojni strateg, postao je član Glavnog štaba NOP odreda Bosne i Hercegovine. Zajedno sa Rodoljubom Čolakovićem i Svetozarom Vukomanovićem Tempom, prisustvovao je sastanku sa Vrhovnim komandantom Josipom Brozom Titom i ostalim članovima Vrhovnog štaba, 25. prosinca 1941. u Rogatici.
Sredinom siječnja 1942. Slaviša je bio s Petim šumadijskim bataljonom Prve proleterske udarne brigade na Han Pijesku, gdje su se tada nalazili Glavni štab NOP odreda Bosne i Hercegovine i Pokrajinski komitet KPJ za Bosnu i Hercegovinu. Prisiljen na povlačenje pred desetostruko jačim neprijateljem nakon žestoke borbe, Slaviša je poveo borce, među kojima je bila i grupa boraca Birčanskog odreda, na Pjenovac. Tu su prenoćili na željezničkoj stanici, da bi sutradan krenuli u pravcu Olova. Ali, kada je veći dio Birčanskog odreda otišao i kada je formirana kolona za pokret, s brda iznad željezničke stanice stigla je njemačka skijaška divizija, uz pomoć četnika, dok je njemačka konjička divizija stigla uz prugu iz Berkovine. Odred je tu bitku izgubio.
Dana 21. siječnja 1942. godine poginulo je 59 boraca, među njima komandant i politički komesar Petog šumadijskog bataljona Prve proleterske udarne brigade Milan Ilić Čiča i Dragan Pavlović Šilja, narodni heroji, dok je Čiča, teško ranjen, ali ne htjedovši umrijeti u rukama neprijatelja, počinio samoubojstvo. Njegovo tijelo Nijemci su odnijeli u Vlasenicu, da ga pokažu narodu. Nakon oslobođenja, njegovi posmrtni ostaci sahranjeni su u Grobnicu narodnih heroja u Spomen parku Vraca, na Trebeviću, kod Sarajeva.
Ukazom Predsjedništva AVNOJ-a, 25. studenog 1944. godine, a na prijedlog Vrhovnog komandanta NOV i POJ Jugoslavije, maršala Josipa Broza Tita, proglašen je za narodnog heroja.
U bivšoj SR Bosni i Hercegovini u Istočnom Sarajevu izgrađena je vojarna za JNA i nazvana po njemu, ta vojarna je danas zapuštena. U blizini bivše vojarne, ispred stadiona Nogometnog kluba Slavija, podignut je spomenik Slaviši Vajneru Čiči kao narodni heroj 2023. godine.